# Esselens
Els esselens són un poble d'amerindis dels Estats Units que parlaven l'esselen, una llengua aïllada que és sovint inclosa en la hipotètica família de llengües hoka. Vivien a la costa central de Califòrnia i a les muntanyes costaneres, incloent el que avui es coneix com la regió Big Sur al comtat de Monterey, Califòrnia. Els membres d'aquesta tribu es troben actualment dispersos, però molts segueixen vivint a la Península de Monterey i regions properes. Històricament, van ser una de les més petites poblacions americanes natives de Califòrnia i per la seva proximitat a les tres Missions Espanyoles foren probablement un dels primers pobles la cultura dels quals va ser severament reprimida com a resultat del contacte i dominació europea.

## Etimologia
El nom esselen probablement deriva del nom de la principal vila nativa, possiblement de la vila coneguda com a Exse'ein, o del lloc anomenat Eslenes (lloc de la Missió de San Carlos). El nom del poble probablement es deriva d'una zona tribal coneguda com a Ex’selen, "la roca," que alhora deriva de la frase Xue elo xonia eune, "Vaig cap a la roca." "La roca" podria referir-se a un promontori de 110 metres d'altura, visible des de diversos quilòmetres cap amunt i avall de la costa, en la qual es troba el Far Point Sur. També pot haver-se referit a Pico Blanco, la muntanya d'on creien que venia tota la vida.
L'espanyol va estendre l'ús del terme per referir-se a tot el grup lingüístic. Existeixen variants ortogràfiques en els registres antics, entre elles Aschatliens, Ecclemach, Eslen, Eslenes, Excelen, i Escelen. "Aschatliens" podria referir-se al grup al voltant de la Missió de San Carlos, al voltant de la vila d'Achasta. Podria tractar-se d'un grup rumsen ohlone, totalment aliè als esselen.
Achasta era una vila rumsen ohlone, possiblement fundada després de la fundació de la Missió de San Carlos. Era la vila més propera a la Missió de San Carlos, i era a 10+ milles del territori esselen. "Eslenes" no estava a prop de la Missió de San Carlos.

## Llengua
L'esselen és una llengua aïllada. Forma part de la hipotètica família hoka.

## Població
Els esselens eren i són un dels pobles indígenes menys nombrosos de Califòrnia. El sistema de missions espanyoles delmà severament la població esselen. Les estimacions per a les poblacions pre-contacte de la majoria dels grups nadius a Califòrnia varien substancialment. Alfred L. Kroeber suggereix una població en 1770 de 500 esselens.:883 Sherburne F. Cook augmenta aquesta estimació a 750.:186 Els càlculs de Breschini basats en els registres del baptisme i la densitat de població els numerà en 1.185-1.285.
Els esselens són massa sovint considerats com la primera tribu americana nativa de Califòrnia en veure la seva llengua extingida, per frustració de les actuals generacions d'esselens. Al voltant de 1822 gran part de la població de la regió indígena de Califòrnia s'havien vist obligats a treballar en el sistema de la missió espanyola, en un moment quan la majoria dels seus pobles de l'interior dins del l'actual Bosc Nacional Los Padres era gairebé deshabitada. Degut a la seva proximitat a tres de les missions espanyoles, la Missió de San Carlos a Carmel, la Missió de Nuestra Señora de la Soledad a Soledad, i la Missió de San Antonio de Padua a Jolon, la tribu fou fortament impactada per llur presència. La població nativa fou delmada per les malalties, incloent xarampió, verola i sífilis, que va arrasar amb el 90 per cent de la població nativa, i per la desmoralització, alimentació insuficient i treball forçat.
| « | El primer (factor) va ser el subministrament d'aliments ... El segon factor va ser les malalties . ... Un tercer factor, que es va intensificar fortament l'efecte dels altres dos, va ser la ruptura social i física infligit als indis. Van ser expulsades de casa pels milers, van morir de fam, colpejats, violats i assassinats amb impunitat. No només se'ls va donar cap ajuda en la lluita contra les malalties estrangeres, sinó que fins i tot se'ls va impedir d'adoptar les mesures més elementals per assegurar la seva alimentació, vestit i habitatge. La devastació causada per l'home blanc era literalment increïble, i no fins que s'examinin les xifres de població la magnitud dels estralls no es faran evidents.:200 | » |

Alguns antropòlegs i lingüistes assumeixen que la cultura de la tribu havia estat pràcticament extingida ja en la dècada de 1840. No obstant això, membres de la tribu existents citen proves que alguns esselen escaparen al sistema de Missions completament en retirada cap a l'interior agrest de les Muntanyes Santa Lucia fins a la dècada de 1840, quan la resta van emigrar als ranxos i afores de les ciutats en creixement. Els arqueòlegs trobaren la tomba d'una nena d'una edat estimada de sis anys enterrat a la cova Isabella Meadows en l'àrea de Church Creek. Van calcular la data del seu enterrament al voltant de 1825. Dos experts van rebre informes d'indis que vivien a la zona en de la dècada de 1850. Actualment les generacions contemporànies d'esselens han aconseguit ser registrats com a "esselen" en el cens dels Estats Units.

## Orígens
L'evidència arqueològica i lingüística indica que el territori dels pobles originaris s'estenia molt més al nord, a la Zona de la badia de San Francisco, fins que van ser desplaçats per l'entrada dels ohlone. Sobre la base de l'evidència lingüística, Richard Levy col·loca el desplaçament al voltant del 500 AD. Breschini i Haversat daten l'entrada de parlants ohlone a la zona de Monterey abans del 200 aC basant-se en múltiples línies d'evidència. La datació basada en el carboni 14 dels llocs excavats col·loca els esselen al Big Sur des del 2630 aC. Tanmateix, recentment els investigadors han obtingut una data de radiocarboni de territori costaner esselen a la conca del riu Big Sur amb data anterior a fa 6.500 anys (jaciment arqueològic CA-MNT-88).

## Localització
Els esselens vivien al llarg dels alts rius Carmel i Arroyo Seco, i al llarg de la costa Big Sur vora l'actual Hurricane Point en el veïnatge de Vicente Creek al sud. La datació basada en el carboni 14 dels artefactes que es troben prop de Slate Hot Springs, actualment propietat de l'Esalen Institute, indiquen presència humana ja del 3500 aC. Amb fàcil accés a l'oceà, aigua fresca i primaveres càlides, els esselens usaven el lloc regularment, i certes àrees eren reservades com a cementiris. El territori dels esselen s'estenia cap a l'interior a través de les Muntanyes de Santa Lucia per la Vall de Salinas. En els primers temps, eren caçadors-recol·lectors que vivien en petits grups sense autoritat política centralitzada. La zona costanera al llarg de la costa central de Califòrnia entre Carmel i San Luis Obispo era força resistent amb penya-segats alts i escarpats i costes rocoses, interrompudes per petites cales costaneres amb petites platges. Les muntanyes costaneres de Santa Lucia eren força resistents llevat els canyons estrets. Això feia de l'àrea relativament inaccessible, que l'habitatge a llarg termini fos un repte i limitava el nombre de població nadiua. Les precipitacions variaven de 410 a 1.520 mm en tota la zona, la major part a les muntanyes més altes al nord; gairebé tota la precipitació queia en l'hivern. Durant l'estiu la boira i els núvols baixos són freqüents al llarg de la costa fins a una altura de diversos milers de peus. El vessament superficial de pluges és ràpid, i molts rierols s'assequen per complet en l'estiu, a excepció d'alguns rierols perennes a les zones més humides del nord.
A causa de la relativa abundància de recursos alimentaris els esselen mai van desenvolupar l'agricultura i es va mantenir com a caçadors-recol·lectors. Capturaven fonts locals d'aliments estacionals i vien a prop de la costa a l'hivern, on gaudien de riques reserves de musclos, orelles de mar i altres espècies marines.
Dins l'àrea de la tribu en aquell moment hi havia cinc diferents grups esselen: Excelen, Eslenahan, Imunahan, Ekheahan, i Aspasniahan. Cada grup hi tenia diversos pobles que eren ocupats de manera estacional en funció de la disponibilitat de recursos com ara aliments, aigua, habitatge i llenya. A l'estiu i tardor es traslladaven cap a l'interior per a la collita de glans de roure negre, roure de Canyon Live i roure de Tanbark, principalment en vessants superiors per sobre dels estrets canyons.:270
Una gran roca de morter es trobava a Apple Tree Camp al vessant sud-oest de Devil's Peak, al nord del Camp Pico Blanco. Té més de 2,7 metres d'ample i conté una dotzena de copes de morter més profundes usats durant diverses generacions. Els forats van ser excavats pels nadius americans que la utilitzaven per moldre les glans en farina. També s'han trobat altres roques de morter als campaments Boy Scout 3 i 7 de Pico Blanco, i una mica aigües amunt del campament 12, mentre que una quarta es troba en una gran roca al riu entre els camps 3 i 4.

## Cultura
S'han trobat evidències arqueològiques d'assentaments a tot el territori esselen. Els artefactes trobats en el lloc a la zona Tassajara (jaciment arqueològic CA-MNT-44) inclouen punxons d'os, flocs d'asta, puntes de projectil, inclosos els punts amb osques laterals del desert, i raspadors. A l'excavació en un segon lloc a la desembocadura del riu Carmel (jaciment arqueològic CA-MNT-63) es trobaren més puntes de projectil, una varietat de nuclis i lasques modificades, punxons d'os, un tub d'os, una tros d'os de cacera i altres.

### Vestimenta i forma de vida
Abans del contacte amb els europeus portaven poca roba. Els homes anaven nus tot l'any i les dones usaven un davantal petit. En climes freds podien cobrir-se amb fang o capes de pell de conill o cérvol Pere Fages i Beleta descriu la seva vestimenta en una anotació abans de 1775:
| « | Gairebé tots ells van nus, excepte uns pocs que es cobreixen amb una petita capa de pell de conill o llebre, que no cau per sota de la cintura. Les dones porten un davantal curt de cordons vermells i blancs força retorçat i treballat, que s'estén fins al genoll. Altres utilitzen el tule verd i sec entreteixit, i completen el seu vestit amb una pell de cérvol mig adobada o totalment sense adobar, per fer enagos miserables, que amb prou feines serveixen per indicar la distinció de sexe, o per cobrir la seva nuesa amb la suficient modèstia. | » |

Eren comerciants i transformaven glans, peix, sal, cistelles, cuirs i pells, petxines i perles. La seva dieta consistia principalment en glans, que primer posaven rn remull per lixiviar els tanins i després cuinaven en unes farinetes o al forn com el pa. Des del Pacífic pescaven peixos, orella de mar i collien musclos. I als turons cobertes d'herba de Big Sud, caçaven cérvols.

### Creences espirituals
Els esselens van deixar empremtes de les mans en les cares de roca a diversos llocs, entre elles la zona de Pine Valley i un lloc a pocs quilòmetres a l'est de Tassajara, on es trobaren al voltant de 250 empremtes de mans en un refugi de pedra i en altres llocs a la vall de Tassajara.
Els esselens creien que com que les roques tenen memòria, quan posaven la seva mà en una mà tallada a la roca podien sintonitzar tot el que havia passat al lloc. (Aquesta afirmació no està recolzada per la literatura etnogràfica.) Els esselen van donar noms a tot, incloent arbres individuals, grans roques, senders, fins i tot diferents parts d'un traçat. Creien que tot, incloent les estrelles, la lluna, brisa, el mar, rius, arbres i roques estaven vius i tenien poder, emoció, intel·ligència i memòria.
Un pic dominat per una tapa de pedra calcària prominent anomenat Pico Blanco divideix els afluents nord i sud del riu Little Sur. Era sagrat en les tradicions indígenes dels rumsens i esselens, que veneraven la muntanya com un lloc sagrat on es va originar la vida. Encara que és àmpliament citat en l'actualitat, no s'hi ha trobat referències a aquesta muntanya sagrada en la primerenca literatura etnogràfica.

## Contacte europeu

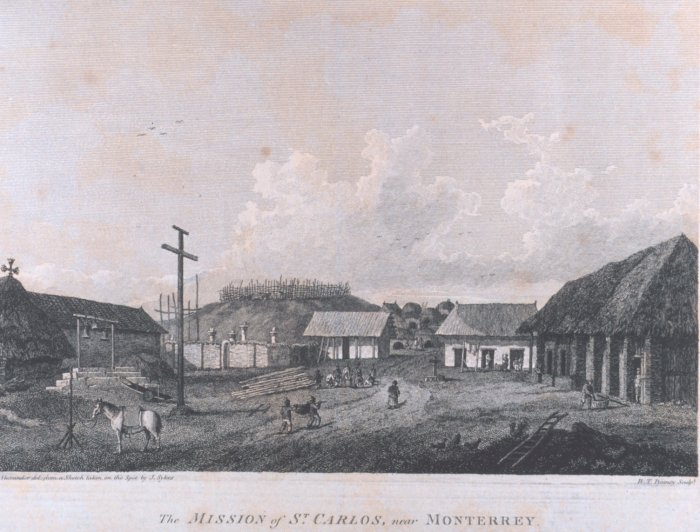
Dibuix de la Missió de San Carlos Borromeo de Carmelo preparat pel capità George Vancouver representa els fonaments, ja que van aparèixer en novembre de 1792. Les barraques rodones de branques de palla dels nadius es mostren al fons. D'A Voyage of Discovery to the North Pacific Ocean and Round the World.

El pare Juníper Serra va establir per primera vegada la missió original a Monterey el 3 de juny de 1770, prop del llogaret natiu de Tamo. Al maig de 1771 el virrei va aprovar la petició de Serra de traslladar la missió a la seva actual ubicació a prop del riu Carmel i l'actual ciutat de Carmel-by-the-Sea i la batejà com a Missió San Carlos Borromeo de Carmelo. L'objectiu de Serra era posar una mica de distància entre els neòfits de la missió i el presidi de Monterey. El presidi era la seu de Pere Fages i Beleta, qui va exercir com a governador militar de l'Alta Califòrnia entre 1770 i 1774. Fages i Serra estaven involucrats en una àrida lluita de poder.

### Missions espanyoles
Serra establí la nova missió a una curta distància de les viles rumsen ohlone de Tucutnut i Achasta. Aquesta última vila podria haver estat fundada després que la Missió de San Carlos fos recol·locada a Carmel. La missió es trobava a uns 16 kilòmetres del territori esselen més proper, Excelen. El 9 de maig de 1775, Juníper Serra va batejar el que es creu que fou el primer esselen, Pach-hepas, qui tenia uns 40 anys i era cap dels excelen. Fou batejat a Xasáuan, 10 llegües (uns 42 km) al sud-est de la missió, a l'àrea anomenada actualment Cachagua, una llunyana aproximació del nom esselen.

### Bateigs i treballs forçats
Segons la llei espanyola els esselen eren tècnicament homes lliures però podrien ser obligats per la força a treballar sense paga. Més correctament, en el baptisme que van ser considerats com a part d'un orde monàstic, amb subjecció a les regles d'aquest orde. Això els col·locava, segons la llei espanyola, sota l'autoritat directa dels Pares.
El rei Carles V d'Espanya havia publicat les Noves Lleis (Leyes Nuevas o "noves Lleis d'Índies pel bon tracte i la Conservació dels indis") el 20 de novembre de 1542. Aquestes van ser substituïdes a principis del segle xvii pel Repartimiento, que donava dret a un colon espanyol o funcionari al treball d'un nombre de treballadors indígenes en les seves granges o mines. L'estat espanyol va basar el seu dret sobre la terra i les persones de les Índies en l'encàrrec papal d'evangelitzar la població indígena. Això va motivar als jesuïtes per construir missions arreu de Califòrnia.
Els sacerdots van batejar diversos esselens durant 1776, la majoria d'ells nens, i uns pocs més en els anys següents. Els sacerdots permetien als nens seguir vivint amb els seus pares després del baptisme al seu poble fins a arribar a l'"edat de la raó", que era d'uns nou anys. En 1783 els soldats van lluitar contra els Excelen i van matar-ne alguns. La batalla podria ser resultat dels intents dels soldats per recollir nens i obligar-los a viure en la missió. Els batejos augmentaren després d'aquesta data, potser perquè el Excelen van veure que no podien derrotar els soldats i van decidir que volien estar amb els seus fills.
Durant el 1783-1785, un 40% dels Excelen foren batejats. Uns altres tres esselen foren batejats a la Missió de Soledad a començaments de 1790, però pel 1798 la majoria dels indis havien estat batejats. Un nou sacerdot, el pare Amoró, arribà el setembre de 1804 i s'injecta nova energia en els esforços de baptisme. De 1804 a 1808, 25 Excelen foren batejats durant aquests últims quatre anys. Comprenien gairebé el 10% de la població total Excelen que van ser batejats. Havien resistit durant 33 anys després que comencés el proselitisme en la seva àrea. Els últims cinc batejats eren tots ancians, de 45 fins a 80 anys. S'estima el nombre total d'esselen batejats de 790 a 856.
Pot ser que els ancians esselen van ser batejats els últims perquè es van quedar sols després que els seus fills i nets ja havien estat obligats a viure en la missió. És possible que hagin estat incapaços de mantenir-se a si mateixos en els trams escarpats i alts de les muntanyes, on es van amagar les últimes restes de la tribu. Això és recolzat per l'evidència recent que demostra que alguns esselens van ser capaços d'anar més enllà de l'abast dels soldats espanyols en els seus cavalls a les part altes escarpades del riu Carmel, a la zona de Pine Valley, Tassajara Creek, i altres àrees. Alguns podien haver sobreviscut en la dècada de 1840, quan van ser capaços de trobar feina en les hisendes properes. Els sacerdots eren ignorants sobre les diferències culturals entre les tribus i van obligar els indis rumsens i esselens a viure junts. Les dues tribus eren molt hostils i la seva proximitat entre si portaria conflictes en el futur.

## En cultura popular
L'Esalen Institute en Big Sur rep el nom d'aquesta tribu com els Boy Scouts d'Amèrica del Consell de l'Àrea de la Badia de Monterey Orde de la Fletxa Esselen Lodge #531.
En 2010 la Nació Esselen va demanar al govern nacional el reconeixement com a tribu.